# Lac Pusticamica
Der Lac Pusticamica ist ein See in der regionalen Grafschaftsgemeinde Jamésie der Verwaltungsregion Nord-du-Québec in der kanadischen Provinz Québec.

## Lage
Der etwa 70 km² große See liegt 50 km nordöstlich von Lebel-sur-Quévillon. Er wird vom Fluss Rivière O’Sullivan nach Norden hin zum 13 km entfernten Lac Waswanipi entwässert. Der Lac Pusticamica hat eine Länge von 26,5 km, eine maximale Breite von 3,5 km sowie eine maximale Tiefe von 49 m. Südlich des Sees erhebt sich das Umland bis auf 470 m. Das sind 182 m über dem Wasserspiegel des Sees.

## Etymologie
Der Name des Sees leitet sich von dem Algonkin-Wort für „See in bergiger Landschaft“ ab.